# Nemotice
Nemotice (en allemand : Nemotitz) est une commune du district de Vyškov, dans la région de Moravie-du-Sud, en République tchèque. Sa population s'élevait à 409 habitants en 2020.

## Géographie
Nemotice se trouve à 10 km à l'est-sud-est de Bučovice, à 19 km au sud-est de Vyškov, à 39 km à l'est-sud-est de Brno et à 221 km au sud-est de Prague.
La commune est limitée par Nesovice au nord, par Brankovice au nord et au nord-est, par Mouchnice à l'est et au sud-est, et par Snovídky au sud-ouest et à l'ouest.

## Histoire
La première mention écrite de la localité remonte à 1327.